# 東京学園高等学校
東京学園高等学校（とうきょうがくえんこうとうがっこう）は、かつて東京都目黒区下目黒六丁目に所在した私立高等学校（男子校）。

## 概要
実業家の下村房次郎と経済学者の浜田健次郎をはじめ、当時の内閣官報局と一橋大学の前身である東京高等商業学校の教授などによって「高きに過ぎず、低さに失しない中等程度の商業教育を施し、社会の要請に応じる人材を養成する」という趣旨に基づき1889年に日本で最初の私立商業学校として創立。1921年に夜間甲種商業学校として開校、1943年に昼間部が設立。学制改革を経て1948年に全日制と定時制の商業高等学校が設立。1954年に定時制が男女共学化。商業高校の入学志望者減少の影響を受け、1968年に普通科を設置、1973年に現在の学校名に改称。開校当初からの夜間教育は、1974年の定時制廃止により終止符が打たれた。1996年に普通科のみとなるが、創立以来の商業教育は2009年に普通科・情報ビジネスコースが募集停止になるまで120年以上も続いた。
2013年に河合塾が経営参画を表明。現在の高等学校を募集停止した上で2019年度を目途に中学校を新設し男女共学化、中高一貫教育によって国内外の一流大学への進学を目指すと発表した。2019年、後身校にあたるドルトン東京学園中等部・高等部が東京都調布市に開校した。下目黒の跡地には195戸の大規模低層マンションが建てられた。

## 沿革
1989年5月までは東京学園百年史編纂委員会「回顧百年-東京商業から東京学園への歩み」による。

### 東京商業学校
- 1888年8月22日 - 設立者濱田健次郎の名義で東京府知事高崎五六宛に私立学校設置願提出。ある第一回生の証言によると1888年末に、東京米穀取引所頭取青木貞三、内閣官報局次長高橋健三、同翻訳課長浜田健次郎、同局員川田徳次郎、高等商業学校教授土子金四郎の協議より「東京商業学校」の設立が決定したという。
- 1889年
  - 2月6日 - 設立発起人青木貞三死去
  - 2月11日 - 日本初の私立夜間商業学校「私立東京商業学校」として日本橋蛎殻町の仲買店の空き家を借用して開校。創立および維持責任のための維持員会を組織して学校経営を扶助。開校当初の修業年限は、予科1年、本科2年の3年制。
  - 3月26日 - 広く商業教育の校外普及をはかるため通信教授を行うための「東京商業学校講義録」創刊。
- 1890年 - 神田錦町の錦城学園の教室を夜間借用し移転。
  - 1月21日 - 在校生による「奨商会」の結成。「東京商業雑誌」の創刊（1891年8月の16号まで）。
- 1891年
  - 2月 - 卒業生、浜田健次郎、内田嘉吉ら講師と在校生有志により「東京商業学会」を組織。
  - 9月30日 - 東京商業学会による雑誌「商業」を発刊（1893年6月まで）。
- 1892年
  - 4月10日 - 神田の大火により借用していた錦城学園が被災、成立学舎女子部の校舎に移転。
  - 11月15日 - 篤志家の好意により神田錦町に新校舎落成。
  - 12月11日 - 校友会を創設（後に阪神支部、京浜支部が設立されることとなる）。
- 1893年
  - 3月 - 予科を廃止、本科3年制に改正。
  - 6月 - 川田徳二郎が幹事に就任。
- 1896年3月 - 川田徳二郎が大阪に転任により、内田嘉吉が幹事に就任  「東京商業学校講義録」廃刊。
- 1897年12月 - 下村房次郎が幹事に就任。
- 1898年 - 下村宏が講師として教鞭を取り始める。
- 1899年
  - 2月25日 - 商業学校規程の制定により東京商業学校が甲乙丙種の商業学校の枠からはずされ、経営が悪化する。
  - 11月12日 - 修学旅行開始。
- 1903年10月1日 - 私立女子商業学校の開設により、1907年まで昼間校舎を貸与し、和田垣謙三が同校の校長を兼任。
- 1909年
  - 11月25日 - 設立者浜田健次郎が1893年6月に大阪商業会議所書記長に就任した影響により、設立者の名義を幹事の下村房次郎と大熊米太郎に更改。今日に至るまで下村房次郎は浜田健次郎と共に設立者として名を連ねる。
  - 12月12日 - 「東京商業学会」と校友会の合併が承認される。
- 1910年
  - 4月 - 英語を主とした修業年限一年の予科を新設。
  - 10月16日 - 創立20周年記念式典を挙行。
- 1912年 - 明治から大正の時代を跨いで学校経営不振の時代が続き、廃校説 ・合併説が出るなかで内田嘉吉、下村宏らが改善策に奔走。
  - 12月15日 - 校友会総会で学校存続希望を決議。
- 1913年
  - 2月21日 - 下村房次郎死去。
  - 4月 - 予科を廃止 一年制の速成科を新設 速成科修了者には、本科1年入学資格を付与。
- 1914年4月 - 工業に関する学科を設ける。
- 1915年
  - 2月5日 - 東京植民学校との合併問題について、内田嘉吉・下村宏が、石井良一・渋木直一・鈴木威と協議。
  - 2月11日 - 校友会評議員会で合併案協議。下村宏、星一、石井良一、渋木直一の遂行委員が、東京植民学校の新渡戸稲造らと交渉を開始。
  - 3月7日 - 校友会総会で合併案は不成立。
- 1916年
  - 4月1日 - 財団法人私立東京商業学校の設立認可。
  - 12月17日 - 評議員会で、借用中の校舎と敷地の買収と校舎新築を決議。
- 1917年
  - 9月20日 - 新校舎竣工。
  - 11月4日 - 新校舎落成式。
- 1918年1月18日 - 浜田健次郎死去。
- 1919年
  - 3月9日 - 創立30周年記念式典。
  - 9月18日 - 文部省令により私立の冠称を廃止、東京商業学校と校名を変更。
- 1921年
  - 3月18日 - 夜間甲種商業学校として開校。入学資格は高等小学校卒業程度、修業年限は4年と改正。
  - 4月1日 - 学生服制定。
- 1922年6月 - 生徒の手により最初の校歌制定。
- 1923年
  - 9月1日 - 関東大震災で校舎を焼失。
  - 10月16日 - 小石川区の京北実業学校の校舎を借用（12月24日まで）。
- 1924年1月1日 - 神田区仲猿楽町の順天中学校の校舎を借用・移転。
- 1926年6月20日 - 区画整理を行う東京市の申し入れにより、震災で焼失した神田錦町の旧敷地の売却完了。
- 1928年
  - 3月30日 - 都市復興計画の移転命令で借用先の順天中学が麹町区銭瓶町のバラック校舎に移転。
  - 8月28日 - 借用先の順天中学校が神田区三崎町の新校舎に移転。
- 1929年3月10日 - 創立40周年記念式典。
- 1932年
  - 2月14日 - 東久邇宮稔彦王台覧のもと夜間甲種実業学校連合閲兵式に参加。
  - 12月23日 - 入学資格を尋常小学校卒業程度、修業年限5年とする学則改正。
- 1938年2月11日 - 校歌改定（渋木直一作詞）。
- 1939年3月5日 - 創立50周年記念式典。
- 1941年3月 - 入学資格を国民学校初等科卒業、修業5年とする学則改定。
- 1942年
  - 6月 - 学校位置、学則変更の認可申請。校舎建築許可申請を東京府へ提出。
  - 12月10日 - 目黒区下目黒の住所に事務所変更認可。
- 1943年
  - 2月 - 昼間部設立が認可さる。1月の中学校令改正公布により、実業学校の修業年限4年制となる。学則改正により、国民学校初等科修了者を入学資格とする昼間部の第一本科、国民学校高等科卒業を入学資格とする夜間部の第二本科が措かれる。
  - 6月 - 目黒区下目黒に移転。
- 1944年
  - 4月 - 戦時非常措置令により「日本工業学校」を併設（同名校の存在により「都南工業学校」と改称） 第一、第二本科の1・2学年を工業科に転換。第二本科の3学年以上が東京商業学校の商業科として残される。
  - 5月 - 校歌改定（下村宏作詞）。
  - 8月23日 - 学徒勤労令により生徒がキヤノン、東芝の軍需工場に配属される。
- 1945年
  - 1月 - 第二本科生徒募集停止。
  - 5月23日 - 空襲で校舎を焼失。自宅が本校の近くにあった元生徒の回想では、空襲では自宅の焼失は免れたが、燃え落ちる校舎は消火の術は無かったという（1948年1月に復帰するまで、中目黒小学校、立教中学校、目黒高等学校、目黒消防署の2階を借用し授業を継続）。
  - 8月16日 - 終戦により動員されていた生徒が学校に復帰。
- 1946年3月30日 - 「都南工業学校」廃止。商業学校を再開。5年制本科募集開始。
- 1947年
  - 4月1日 - 新学制の発足に合わせて「都南中学校」を併設。
  - 9月30日 - 目黒区下目黒の校地に再建の校舎を起工。
- 1948年1月 - 目黒区下目黒の校地に復帰。

#### 東京商業学校時代の歴代理事長・校長
| 代    | 氏名       | 在任期間            | 出身校・期 | 前職               | 後職                 | 備考                                                                            |
| ----- | ---------- | ------------------- | ---------- | ------------------ | -------------------- | ------------------------------------------------------------------------------- |
| 初代  | 内田嘉吉   | 1916.4.1 - 1933.1.3 | 帝国大学   | 台湾総督府民政長官 | 在任中死去           | ・1917.3 逓信次官 ・1918.9 貴族院勅選議員 ・1920.3 校長を兼任 ・1923.9 台湾総督 |
| 第2代 | 井上辰九郎 | 1933.2.4 -1942.6.9  |            |                    |                      |                                                                                 |
| 第3代 | 鈴木威     | 1942.4.9 - 1946.?   |            |                    |                      | 1946.2.4 校長を兼任                                                             |
| 第4代 | 山下恒雄   | 1946.4.9 - 1947.3.1 |            |                    | 東京商業高等学校校長 |                                                                                 |
| 第5代 | 亀川徳一   | 1947.3.24 - 最後    |            |                    |                      |                                                                                 |

| 代    | 氏名       | 在任期間              | 出身校・期           | 前職         | 後職             | 備考                                            |
| ----- | ---------- | --------------------- | -------------------- | ------------ | ---------------- | ----------------------------------------------- |
| 初代  | 秋元興朝   | 1889.2.11 - 1891.1.25 |                      | 外務省書記生 | 弁理公使         |                                                 |
| 第2代 | 高橋健三   | 1891.3 - 1897.7       | 東京大学 (1877-1886) | 内閣官報局長 | 大阪朝日新聞客員 |                                                 |
| 第3代 | 和田垣謙三 | 1897.7 - 1919.7.18    | 東京帝国大学         |              | 在任中死去       |                                                 |
| 第4代 | 内田嘉吉   | 1920.3.10 - 1933.1.3  | 帝国大学             |              | 在任中死去       | 理事長兼任                                      |
|       | 渋木直一   | 1933.2.4 - 1938.8.1   |                      |              |                  | 校長事務取扱                                    |
| 第5代 | 渋木直一   | 1938.8.2 - 1941.12    |                      |              |                  |                                                 |
| 第6代 | 下村宏     | 1942.1.10 - 1945.11   | 東京帝国大学         |              | 公職追放         | ・1943 日本放送協会会長 ・1945 鈴木内閣国務大臣 |
| 第7代 | 鈴木威     | 1946.2.4 - 最後       |                      |              |                  |                                                 |

### 東京商業高等学校
- 1948年
  - 2月20日 - 新学制の発足により東京商業高等学校設置を申請
  - 3月10日 - 東京商業高等学校の設置が認可される
  - 4月1日 - 東京商業高等学校に改称、全日制と定時制を設立
  - 7月23日 - 鈴木威校長を辞任。金井弥四郎第8代校長に就任
- 1949年11月24日 - 金井弥四郎校長を辞任。翌日加藤重雄第9代校長に就任
- 1950年
  - 3月25日 - 第61回卒業式で5年制の旧制度の生徒の卒業が完了 5 年制の旧制東京商業学校廃止
  - 4月15日 - 井上四郎代6代理事長に就任
  - 5月19日 - 加藤重雄校長辞任
- 1951年
- 1月 - 「都南中学校」の新入生募集を打ち切り。
  - 3月7日 -「都南中学校」1年生修了者を攻玉社中学校へ転学を以来し受理される
  - 3月14日 - 財団法人から学校法人東京商業高等学校として組織変更
  - 5月1日 - 山下恒雄第10代校長に就任
  - 11月26日 - 評議会で公立中学整備による影響で「都南中学校」の入学者減少により同校の廃止が決議される
- 1952年3月6日 - 「都南中学校」の第5回卒業式で中学校時代に終止符(1954年8月9日に廃止が認可)
- 1953年
  - 3月31日 - 山下恒雄校長を辞任
  - 4月1日 - 下村宏公職追放解除により11代校長として再任 近藤光正第7代理事長に就任
  - 5月 - 下村宏作詞による現校歌が改訂(東京学園の改称により歌詞の「東商健児」が「東学健児」に改められる)
- 1954年4月10日 - 定時制を男女共学化
- 1956年3月8日 - 前校長兼理事長山下恒雄死去
- 1957年12月9日 - 校長下村宏死去 中村正文校長事務取り扱い
- 1958年2月1日 - 中村正文12代校長に就任
- 1959年12月9日 - 海南講堂(体育館)落成 創立70周年記念式典挙行
- 1963年3月2日 - 新北校舎落成
- 1964年
  - 9月5日 - 渋木直一元校長死去
  - 10月2日 - 東京オリンピック開会式リハーサルで生徒の代表が参加
- 1965年-11月22日文化祭を「雄飛祭」と改称
- 1967年
  - 9月27日 - 理事長近藤光正死去
  - 11月1日 - 国民体育大会で相撲部が団体優勝
  - 11月15日 - 井口軍次郎第8代理事長に就任
- 1968年4月 - 普通科新設
- 1969年10月11日 - 創立80周年記念式典を挙行
- 1970年2月1日 - 本校生徒を含む過激派グループが校内に侵入し、器物を破壊し、教室の一部の封鎖を図るも用務員に発見され退去する「バリスト未遂事件」が発覚。事件当時教頭であった小池修照によると、早朝に連絡を受けて学校に駆けつけると、教員室は足の踏み場もないほど荒らされ、放送室の機器類は破壊されており、封鎖されかかっていた教室の黒板には過激な文句や教師の名が書かれており、本校生徒を含む「外人部隊の混成」による事件であるものの、犯行声明は無かったと言う。警察の現場検証も行われたが、詳細は不明のまま、当時頻発していた学生運動による騒ぎとして決着したようである。学校側は、2名による教員の宿直を行い、入試の際には警察による警備を行うなどの対策を取っていた。
- 1971年
  - 3月5日 - 第81回卒業式で普通科第1期生卒業
  - 3月 - 定時制募集停止
  - 3月31日-井口軍次郎理事長辞任
  - 4月1日 - 五十嵐太仲第9代理事長に就任
- 1972年6月6日 - 理事会で校名変更を決議

### 東京学園高等学校
- 1973年4月1日 - 東京学園高等学校に改称、商業高校より普通科課程に改組（普通科・商業科。学校法人名は東京商業学校）小池修照13代校長に就任
- 1974年3月3日 - 第85回卒業式をもって定時制を廃止。開校時からの夜学の終了
- 1976年
  - 11月3日 - 五十嵐太仲理事長死去
  - 11月13日 - 井上四郎第10代理事長として再任
- 1977年4月12日 - 元理事長井口軍次郎死去
- 1979年3月13日 - 木造旧校舎を解体。開校90周年事業として新校舎建設に着手
- 1980年
  - 4月30日 - 新南校舎竣工
  - 5月21日 - 創立90周年記念式典を挙行
- 1981年
  - 6月20日 - 第二体育館竣工
  - 12月31日 - 新西校舎竣工
- 1982年1月7日 - 管理部門(教員室、校長室、保健室、事務室)を西校舎に移転
- 1983年5月14日 - 後援会が発足
- 1984年6月26日 - 学校保険統計調査指定校に選ばれる
- 1986年10月23日 - 国立競技場で開催された私学祭に一年生が参加
- 1988年10月9日 - 昭和天皇病状悪化による自粛ムードにより、雄飛祭中止
- 1989年5月15日 - 創立100周年記念式典を挙行
- 1991年4月 - 野呂千尋14代校長に就任
- 1994年 - 普通科に「普通コース」「特進コース」を設置
- 1996年 - 商業科を改組し、普通科に「専門コース」を設置
- 2000年 - 「特進コース」募集停止 新体育館落成
- 2002年 - 学校週5日制を実施 同時に土曜日講座を開設
- 2005年 - 普通科「専門コース」を普通科「情報ビジネスコース」に改称、普通科「選抜コース」を設置
- 2009年 - 「情報ビジネスコース」募集停止（開校時からの商業教育の終了）
- 2013年 - 河合塾が経営参画を表明
- 2014年 - 選抜コースの募集を停止
- 2015年
  - 9月26日 - 29日第70回国体で相撲部が東京都代表として参加。3位入賞
  - 10月9日 - 調布市入間町に新校地建設を届出
- 2016年 - 生徒募集停止
- 2017年
  - 10月29日 - 最後の文化祭『東学祭』が行われ、ゲストに本校卒業生のお笑い芸人ずんの飯尾和樹が来校し凱旋ライブを行なった。
  - 11月 - 公式ホームページで新規中高一貫校開設準備室メンバーと開校後の教員候補を募集
- 2018年
  - 3月2日 - 第129回卒業式
  - 3月17日 - 教職員関係者による目黒校舎の閉校式
  - 5月31日 - 目黒校舎での事務作業が終了。1943年6月からの目黒区下目黒の校地の歴史に終止符。
- 2019年
  - 4月 - 後身校となるドルトン東京学園中等部開校

## 主な出身者

### 東京商業学校
- 安藤和風 - 秋田魁新報社初代社長
- 島村抱月 - 文芸評論家、劇作家（中退して東京専門学校へ入学）
- 星一 - 星製薬創業者、星薬科大学創立者
- 亀山甚 - 常陽銀行初代頭取・会長、日本火災海上保険社長

### 東京商業高等学校
- 真家ひろみ - ジャニーズ (グループ)
- 真島茂樹 - 振付師

### 東京学園高等学校
- 桂宮治 - 落語家
- 飯尾和樹 - ずん
- 品川祐 - 品川庄司
- 青木泰寛 - 芸人
- マック竹田 - プロレスレフェリー
- 柳貴博 - サッカー
- 滑川康男　- KangNam
- 三田直輝 - ドルトン東京学園 監事
- 柏木孝夫[4] - メッツ (ジャニーズ)
- 鈴木寛　- メッツ
- 林正明 - JOHNNYS' ジュニア・スペシャル
- Cabezon.Nakamura-フードコーディネーター

## 主な進学先（東京学園高校）
東京医科歯科大学、浜松医科大学、東京工業大学、電気通信大学、東京都立大学、横浜国立大学、千葉大学、東京芸術大学、慶應義塾大学、早稲田大学、東京理科大学、明治大学、青山学院大学、中央大学、法政大学、学習院大学、成蹊大学、成城大学、芝浦工業大学、東京電機大学、日本大学、駒沢大学、専修大学、東洋大学、明治学院大学、ロンドン大学、シドニー大学、カリフォルニア大学、レイクランド大学、セントラル・オクラホマ大学、ネバダ州立大学、テンプル大学 など